# Đế Trực
Đế Trực (? - ?<TCN>, chữ Hán 帝直), có thuyết gọi là Đế Nghi là tên vị vua thứ năm của triều đại Thần Nông. Theo Đại Việt Sử ký Toàn thư, chép tại Kỷ Hồng Bàng Thị, cha ông là Đế Minh cháu ba đời của Viêm Đế họ Thần Nông. Em ông là Lộc Tục thông minh lanh lợi nên Đế Minh định truyền ngôi cho nhưng Lộc Tục không chịu nên ông đã chia đất nước làm 2 phần lấy sông Dương Tử làm giới tuyến, phía bắc giao cho Đế Nghi, còn phía nam giao cho Lộc Tục gọi là nước Xích Quỷ.
Có giả thiết cho rằng Đế Trực làm vua phương bắc, có tên gọi nước Xích Thần. Trên thực tế, sử sách không có bất cứ tài liệu nào ghi chép về cái tên Xích Thần.